# Hirtodrosophila astioidea
Hirtodrosophila astioidea är en tvåvingeart som beskrevs av Oswald Duda 1923. Hirtodrosophila astioidea ingår i släktet Hirtodrosophila och familjen daggflugor. Inga underarter finns listade i Catalogue of Life.